# Ángel Guillermo Hoyos
Ángel Guillermo Hoyos Marchisio  (Córdoba; Argentina, 9 de junio de 1963) es un exfutbolista y actual entrenador argentino.  Jugaba como enganche o delantero con gran visión y pegada en el campo. Actualmente se encuentra dirigiendo a la división juvenil del Inter de Miami de la MLS de Estados Unidos.
Es conocido por dirigir al Juvenil "B" del Barcelona español en los años 2000, donde dirigiría y compartiría con jugadores como Gerard Piqué, Pedro, Sergio Busquets y Lionel Messi.
En Argentina jugó en los clubes Boca Juniors, Banfield, Gimnasia y Esgrima de La Plata, Talleres de Córdoba, Chacarita Juniors; el Real Madrid Castilla C. F. de España, el Blooming de Bolivia, Deportes Tolima y Unión Magdalena de Colombia, Everton de Chile y Deportivo Táchira, Atlético El Vigía y Minervén de Venezuela.
Tuvo breves y fugaces pasos como jugador en la Selección de Argentina. Estuvo en la prenómina de jugadores convocados por César Menotti para la Copa Mundial de Fútbol Juvenil de 1979 (junto con jugadores de la talla de Diego Maradona y Ramón Díaz) aunque finalmente no formó parte del plantel oficial que ganaría la copa en Japón.

## Biografía
Hoyos es oriundo de Villa María, a 146 kilómetros de la ciudad de Córdoba. Su infancia y adolescencia estuvieron marcadas por las dificultades y el comenzar a trabajar desde muy joven:

"Mi infancia fue complicada porque perdí a mi papá muy joven. Lamentablemente, murió por una enfermedad producida por el alcohol. Fue en el año 80. Lo echo mucho de menos. Disculpa que me emocione un poco, pero fue duro".

"Vendía diarios y me iba bastante bien. También fui lustrabotas y era el encargado de abrir las puertas de los pasajeros de taxis. La dificultad de vida es una bendición. Agradezco a Dios por haberme hecho pasar eso. Sufrí mucho porque no sabía lo que venía después. Por eso que uno tiene que seguir y caminar. Mi madre también murió. Luchó mucho".
Hoyos. 15 de enero de 2017.

Hoyos es creyente, religión que incorpora diariamente en su vida y también en su trabajo como director técnico.
Uno de sus hijos, Ángel Guillermo Hoyos Bubbico, se desempeña como futbolista; estuvo en equipos de España, Grecia, Perú y Venezuela, entre otros. Cabe destacar que él, en el año 2017 y en el club Universidad de Chile, colaboró en el cuerpo técnico comandado por su padre, desempeñando funciones en el área audiovisual.

## Clubes

### Como jugador
| Club                          | País                | Años                | PJ   | G   | Med. gol. |
| ----------------------------- | ------------------- | ------------------- | ---- | --- | --------- |
| Banfield                      | Argentina           | 1979                | ?    | ?   | ?         |
| Talleres                      | Argentina           | 1979-1980/1983-1984 | 171  | 30  | 0,18      |
| Real Madrid Castilla          | España              | 1981-1982           | 15   | 3   | 0,20      |
| Blooming                      | Bolivia             | 1985                | ±7   | ±1  | ±0,14     |
| Boca Juniors                  | Argentina           | 1986-1989           | 46   | 2   | 0,04      |
| Gimnasia y Esgrima (La Plata) | Argentina           | 1990                | 10   | 1   | 0,10      |
| Everton                       | Chile               | 1991                | ?    | ?   | ?         |
| Chacarita Juniors             | Argentina           | 1991-1992           | ?    | ?   | ?         |
| Deportes Tolima               | Colombia            | 1992-1993           | 38   | 2   | 0,03      |
| Unión Magdalena               | Colombia            | 1994                | ?    | ?   | ?         |
| Deportivo Táchira             | Venezuela           | 1995                | ?    | ?   | ?         |
| Atlético El Vigía             | Venezuela           | 1996                | ?    | ?   | ?         |
| Minervén                      | Venezuela           | 1997                | ?    | ?   | ?         |
| Total en su carrera           | Total en su carrera | Total en su carrera | ±287 | ±39 | ±0,13     |

### Como entrenador
| Club                     | País           | Año       |
| ------------------------ | -------------- | --------- |
| Barcelona (Juvenil "B")  | España         | 2003-2005 |
| Aris Salónica            | Grecia         | 2006-2007 |
| Atromitos                | Grecia         | 2007-2008 |
| PAS Giánina              | Grecia         | 2008-2009 |
| Panserraikos             | Grecia         | 2009-2010 |
| Anorthosis Famagusta     | Chipre         | 2010-2011 |
| Bolívar                  | Bolivia        | 2011-2012 |
| Once Caldas              | Colombia       | 2012      |
| Iraklis Thessaloniki     | Grecia         | 2013-2014 |
| Talleres                 | Argentina      | 2014      |
| Jacksonville Armada      | Estados Unidos | 2015      |
| Oriente Petrolero        | Bolivia        | 2016      |
| Selección de Bolivia     | Bolivia        | 2016      |
| Universidad de Chile     | Chile          | 2017-2018 |
| Atlas                    | México         | 2018-2019 |
| Aldosivi                 | Argentina      | 2019-2020 |
| Talleres                 | Argentina      | 2022      |
| Oriente Petrolero        | Bolivia        | 2023      |
| Inter de Miami (Juvenil) | Estados Unidos | 2023-Act. |

## Estadísticas como entrenador
| Club                 | País           | Año       | PJ  | PG  | PE  | PP  | Efectividad |
| -------------------- | -------------- | --------- | --- | --- | --- | --- | ----------- |
| Aris Salónica        | Grecia         | 2006-2007 | 17  | 3   | 10  | 4   | 37.26%      |
| Atromitos            | Grecia         | 2007-2008 | 30  | 10  | 5   | 15  | 38.89%      |
| PAS Giánina          | Grecia         | 2008-2009 | 36  | 21  | 9   | 6   | 66.66%      |
| Panserraikos         | Grecia         | 2009-2010 | 37  | 16  | 10  | 11  | 52.25%      |
| Anorthosis Famagusta | Chipre         | 2010-2011 | 19  | 10  | 3   | 6   | 57.89%      |
| Bolívar              | Bolivia        | 2011-2012 | 68  | 27  | 23  | 18  | 50.98%      |
| Once Caldas          | Colombia       | 2012      | 20  | 6   | 1   | 13  | 31.67%      |
| Iraklis Thessaloniki | Grecia         | 2013-2014 | 37  | 16  | 8   | 13  | 50.45%      |
| Talleres             | Argentina      | 2014      | 21  | 8   | 8   | 5   | 50.8%       |
| Jacksonville Armada  | Estados Unidos | 2015      | 13  | 3   | 1   | 9   | 25.64%      |
| Oriente Petrolero    | Bolivia        | 2016      | 13  | 7   | 2   | 4   | 58.98%      |
| Selección de Bolivia | Bolivia        | 2016      | 6   | 1   | 1   | 4   | 22.23%      |
| Universidad de Chile | Chile          | 2017-2018 | 55  | 32  | 9   | 14  | 63.63%      |
| Atlas                | México         | 2018-2019 | 25  | 7   | 5   | 13  | 34.67%      |
| Aldosivi             | Argentina      | 2019-2020 | 26  | 8   | 4   | 14  | 35.9%       |
| Talleres             | Argentina      | 2022      | 6   | 0   | 2   | 4   | 11.11%      |
| Oriente Petrolero    | Bolivia        | 2023      | 13  | 1   | 3   | 9   | 15.38%      |
| Total                | Total          | Total     | 442 | 176 | 104 | 164 | 47.66%      |

## Palmarés

### Como jugador

#### Títulos internacionales
| Título                 | Club         | País      | Año  |
| ---------------------- | ------------ | --------- | ---- |
| Supercopa Sudamericana | Boca Juniors | Argentina | 1989 |

### Como entrenador

#### Títulos nacionales
| Título           | Club                 | País    | Año     |
| ---------------- | -------------------- | ------- | ------- |
| Primera División | Bolívar              | Bolivia | 2011-AD |
| Primera División | Universidad de Chile | Chile   | 2017-C  |

#### Distinciones individuales
| Distinción                                    | Año  |
| --------------------------------------------- | ---- |
| Mejor entrenador del año por El Gráfico Chile | 2017 |